# Forteresse de Gibelacar
Pour l’article homonyme, voir Akkar.
La forteresse de Gibelacar (ʿAkkār al-ʿAtīqā عكار العتيقا ʿAkkār la libre) ou (Qalaʿa ʿAkkār قلعة عكار, citadelle d’ʿAkkār) est le nom donné à une forteresse par les croisés, contraction de Jabal ʿAkkār (جبل عكار, mont ʿAkkār’')

## Histoire
Le château aurait été construit aux alentours de l'an 1000 par une personnalité appelée Muhriz ibn Akkar.
La forteresse est restée la propriété de cette famille jusqu'en 1019 lorsqu'elle est prise par le calife fatimide, al-Hakim bi-Amr Allah.
En 1109, après la prise de Tripoli, le fils de Raymond de Saint Gilles devenu le comte Bertrand de Tripoli marche vers la forteresse de Montferrand. L'atabeg bouride de Damas Tughtekin préfère conclure un traité. Bertrand de Tripoli reçoit les forteresses du Moinestre et de Gibelacar, contre la promesse de ne plus attaquer Rafanée.
Le sultan zengide Nur ad-Din prend la forteresse pendant ses campagnes en Syrie.
En 1170 les croisés parviennent à reprendre la place. Amaury Ier roi de Jérusalem la remet aux Hospitaliers. La citadelle va faire partie de la seigneurie de Nephin pour revenir finalement au comte de Tripoli Bohémond IV en 1202.
En 1271, Baybars après la prise du Krak des Chevaliers vient mettre le siège devant la forteresse qui finit par capituler.

## Situation géographique

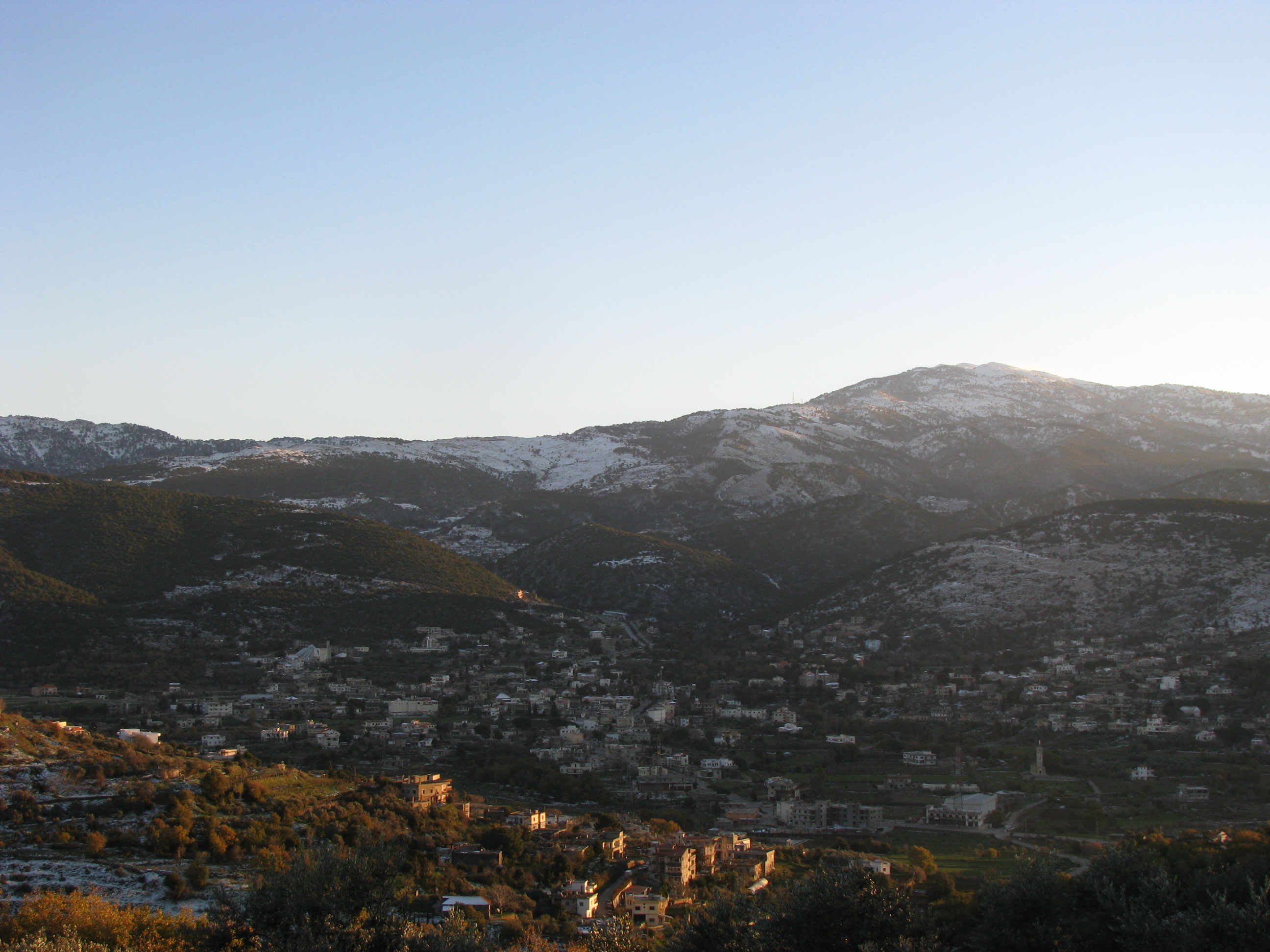
L'actuel village de Kobayat au pied de la citadelle de Gibelacar.

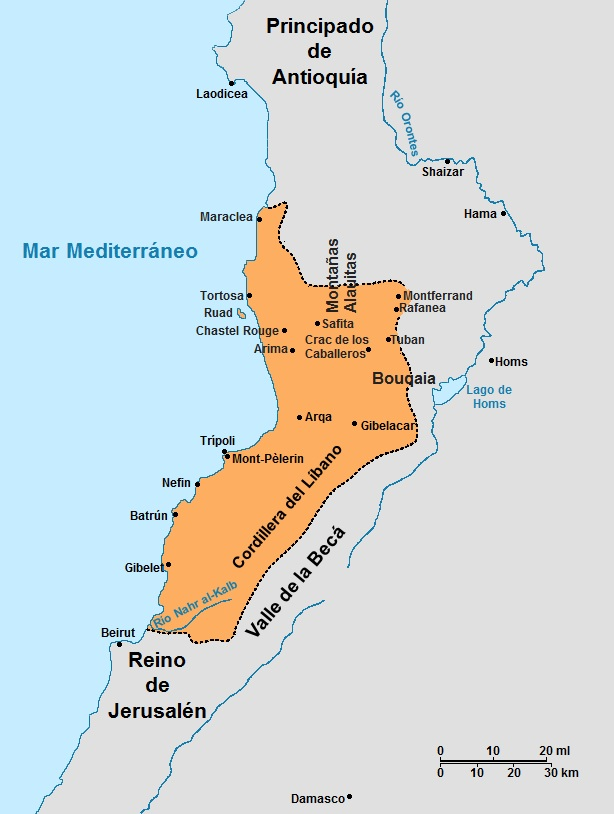
Comté de Tripoli avec la forteresse de Gibelacar.

La forteresse de Gibelacar est situé au nord du Liban et se trouve à environ 135 km de Beyrouth avec des altitudes variant entre 700 et 1 600 m.
Gibelacar est construite au pied d'une chaîne de montagnes et une vallée, limité par le village de Kobayat au nord-est et par Daoura au nord-ouest.
Elle est répartie sur une superficie estimée à 2 814 hectares.

## Le site
La forteresse de Gibelacar est situé sur une montagne à plus de 700 m d'altitude d'où il domine la vallée entre deux gorges. Il contrôle ainsi le passage de Tripoli vers Homs et permet ainsi de protéger la plaine d'Arqa de l'irruption des musulmans et de prévenir une coupure des communications entre Tartous et Tripoli. La position de Gibelacar permet aussi de contrôler la circulation entre la plaine de la Bekaa et Homs.
Des ruines il ne reste qu'une partie de la tour nord dont l'entrée existe toujours : il fallait une échelle pour atteindre cette porte située trois mètres au-dessus du sol. Une partie de la forteresse a été reconstruite par Baybars, en témoignent des pierres où sont sculptés des lions, emblèmes de Baybars.